# Minivan
Minivan lub MPV (ang. multi-purpose vehicle) – typ nadwozia wielozadaniowego samochodu osobowego. Jest to zazwyczaj nadwozie jednobryłowe, choć bywają wyjątki jak dwubryłowy Chevrolet Uplander. Te samochody są produkowane na podwoziach zwykłych samochodów osobowych, poczynając od autosegmentu B do E. Główne cechy tego typu nadwozia to m.in.: przestronne i wysokie nadwozie, modułowe wnętrze, od 5 do 9 miejsc, oraz duża przestrzeń bagażowa.
Nazwa pochodzi od ang. słowa van, oznaczającego samochód dostawczy typu furgon. Ponieważ pierwsze auta tego typu, czyli Renault Espace i Chrysler Voyager wyglądały jak wersje mini osobowych samochodów dostawczych, dlatego nazwano je minivanami. Dziś pojęcie Van odnosi się do typowo rodzinnych samochodów.

## Podział ze względu na wielkość
| Przykładowe modele                           | Segment | Rozstaw osi (+/−) | Liczba miejsc |
| -------------------------------------------- | ------- | ----------------- | ------------- |
| Fiat 500L Kia Venga Opel Meriva              | B       | 2490 – 2660 mm    | 5             |
| Opel Zafira Renault Scénic Volkswagen Touran | C       | 2670 – 2840 mm    | 5 – 7         |
| Ford S-Max Renault Espace Volkswagen Sharan  | D       | 2850–2920 mm      | 5 – 8         |
| Nissan Elgrand Toyota Alphard Voyah Dreamer  | E       | 3000 – 3498 mm    | 5 – 9         |